# Gherghești
Gherghești là một xã thuộc hạt Vaslui, România. Dân số thời điểm năm 2002 là 2799 người.